# Макталы (Кызылкумский сельский округ)
Макталы (каз. Мақталы) — село в Жетысайском районе Туркестанской области Казахстана. Входит в состав Кызылкумского сельского округа. Код КАТО — 514471780.

## Население
В 1999 году население села составляло 390 человек (197 мужчин и 193 женщины). По данным переписи 2009 года, в селе проживало 515 человек (268 мужчин и 247 женщин).